# La casa del pescatore, tempo coperto
La casa del pescatore, tempo coperto (La Maison du pêcheur, temps couvert), è un olio su tela di Claude Monet di dimensioni 60x73 cm, firmata e datata 1882, e dipinta, come altre versioni, nella località di Varengeville, nell'Alta Normandia. Classificata col numero di catalogo W 734, si trova in una collezione privata.